# Schwarzeck (Bayerischer Wald)
Das Schwarzeck ist ein 1235,8 m ü. NHN hoher Berg im Bayerischen Wald, der sich im Arberkamm zwischen dem Heugstatt (1262 m) im Süden und dem Ödriegel (1156 m) im Westnordwesten erhebt.

## Beschreibung
Der Gipfel des Schwarzecks liegt an der Gemeindegrenze zwischen Lohberg und Arnbruck, also auch an der Grenze zwischen den Landkreisen Cham in der Oberpfalz und Regen in Niederbayern.
Das Schwarzeck gehört zu den weniger bekannten Bayerwaldbergen, ist aber durch einige Wanderwege erschlossen. Eine mögliche Variante der Besteigung ist der Aufstieg über den Hüttensteig und dann entlang des Südgrats (weglos und nur mit festem Schuhwerk, teilweise leichte Kletterei). Die meisten Wanderer passieren das Schwarzeck entlang des Weitwanderwegs E6 vom Arber zum Kaitersberg. Weitere Anstiege führen von Arnbruck, Schareben oder Lohberg zum Gipfel.
1970 wurde am Hauptgipfel ein Gipfelkreuz aufgestellt, welches 2006 erneuert wurde.
Von den beiden Gipfelfelsen öffnet sich der Blick in den Lamer Winkel, zum Osser, ins Zellertal und zum Kaitersberg. Seit der Orkan Kyrill 2007 auf dem Berg unzählige Bäume umgerissen hat, kann man vom felsigen Gipfelkamm aus den ganzen Lamer Winkel erblicken.

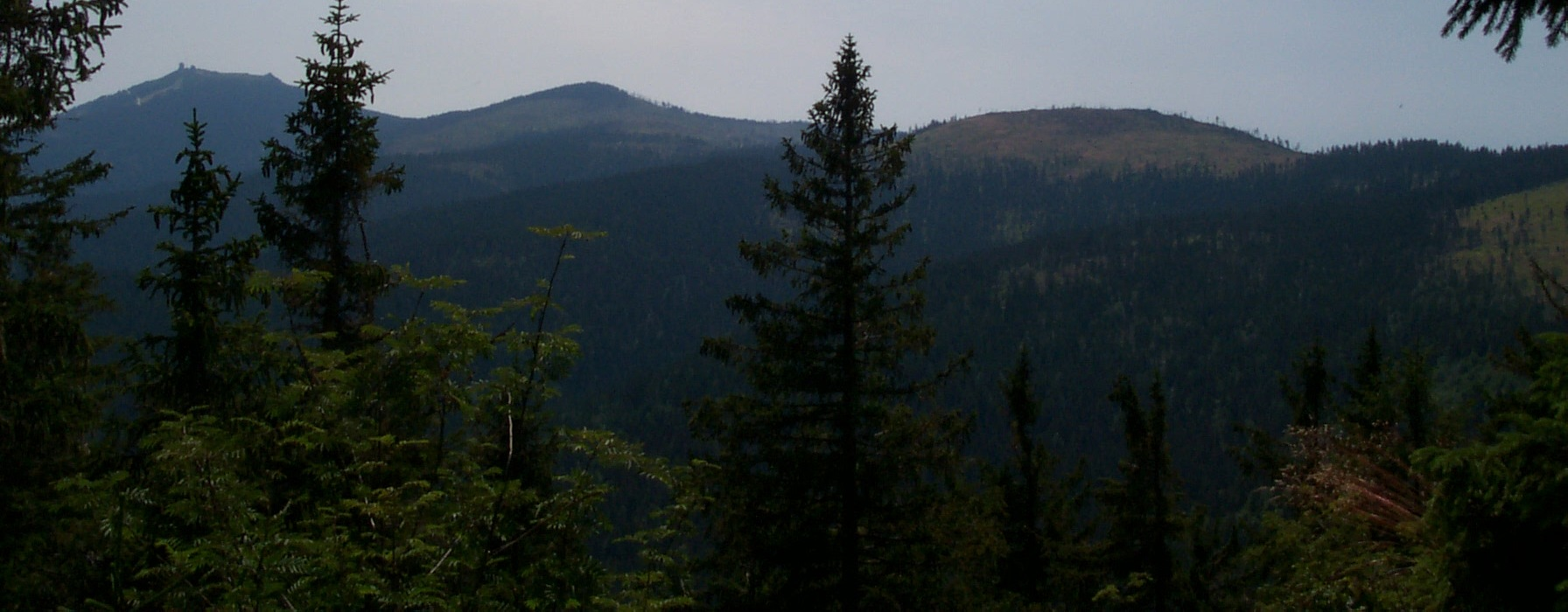
Ausblick vom Schwarzeck zum Großen Arber, Kleinen Arber und Enzian

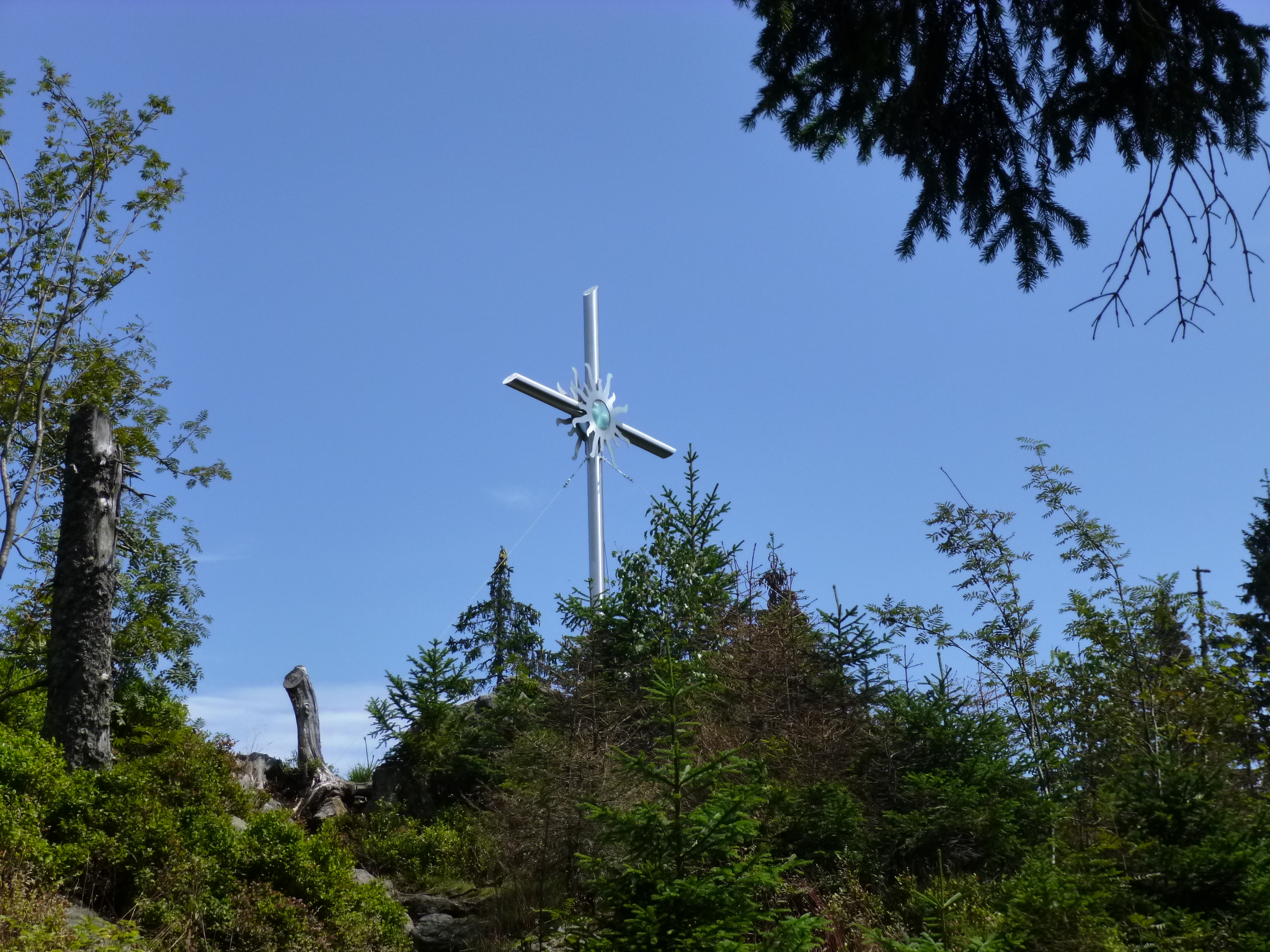
Das Gipfelkreuz am Schwarzeck